# Hubert Moest
Richard Hubert Moest, né le 3 décembre 1877 à Cologne et mort le 5 décembre 1953 à Berlin est un réalisateur, acteur, producteur et scénariste allemand.

## Biographie
Hubert Moest est le fils du sculpteur Richard Moest. Il  a fait ses études secondaires à Cologne, dans une école d'art et y a travaillé comme peintre. En 1895, il débute comme acteur et chanteur d'opérette à la Schmierenbühne à Bad Godesberg, puis à Hagen ainsi que dans d'autres villes de l'ouest de l'Allemagne. Il est venu à Berlin en 1912 et faisait partie du Theaters am Nollendorfplatz. La même année, il a également travaillé comme metteur en scène de théâtre.
Puis il se tourne vers le film où, après ses débuts d'acteur en 1914, il met en scène de nombreux mélodrames et comédies. Son premier film en tant que réalisateur a été le film Selbstgericht ou: Die Gelbe Fratze, que sa femme Hedda Vernon a produit également tout en jouant le rôle principal.  Cette femme, avec qui il était marié de 1913 à 1920, était souvent une des principales actrices des productions d'Eiko-Film. Bien qu'Hubert Moest ait été appelé pour effectuer son service militaire, dans le train, au printemps 1915, il a pu continuer son travail de metteur en scène.
Fin 1919, il fonde sa propre société Moest-Film GmbH. Lorsque Waldemar von Briger en acquiert la majorité des actions en janvier 1922, Moest quitte l'entreprise et fonde Moest-Produktions GmbH en février. Après que le projet Die Bernsteinhexe ne se soit pas concrétisé, il fonde Aladin-Film Co. AG, avec Friedrich Weissenberg en avril 1922. 
À la fin des années 1930, Moest, qui était remarié depuis 1923 à une femme juive nommée Elly Charlotte Liepmann, vivait, de ce fait, dans des conditions de plus en plus difficiles. Il fut contraint de trouver un emploi d'assistant chez Elekta-Film à Prague. En 1942, il a été une dernière fois acteur dans Verschwörung gegen Marco, la version allemande d'une production italienne.
Il meurt en 1953.

## Filmographie (en tant que réalisateur)
- - 1913 : Menschen und Masken (seulement acteur)
  - 1914 : Die Millionenmine (seulement acteur)
  - 1914 : Selbstgerichtet oder: Die gelbe Fratze
  - 1915 : Maria Niemand und ihre zwölf Väter
  - 1915 : Die Heiratsfalle
  - 1915 : Doch die Liebe fand einen Weg
  - 1915 : Zofenstreiche
  - 1915 : Zofia
  - 1916 : Maskenspiel der Nacht
  - 1916 : Das Opfer der Wera Wogg
  - 1916 : Das Wunder der Nacht
  - 1916 : Die Bettelprinzessin
  - 1916 : Der Weg zum Reichtum
  - 1916 : Das Bild der Ahnfrau
  - 1916 : Hans im Glück
  - 1916 : Hedda im Bade
  - 1916 : Hedda Vernon's Bühnensketch
  - 1916 : Suzannens Tugend
  - 1916 : Die Stricknadeln
  - 1916 : Seine kokette Frau
  - 1917 : Die roten Schuhe
  - 1917 : Die fremde Frau
  - 1917 : Noemi, die blonde Jüdin
  - 1917 : Die Verworfenen
  - 1917 : Wenn der Wolf kommt
  - 1918 : Mouchy (également Co-scénariste)
  - 1918 : Die Narbe am Knie (aussi acteur)
  - 1918 : Das Armband
  - 1918 : …der Übel größtes aber ist die Schuld
  - 1918 : Fesseln
  - 1918 : Das Mädchen aus der Opiumhöhle
  - 1918 : Puppchen
  - 1918 : …um eine Stunde Glück
  - 1918 : Wo ein Wille, ist ein Weg (aussi scénariste)
  - 1918 : Der Gefangene von Dahomy
  - 1918 : Das Todesgeheimnis
  - 1919 : Die Erbin
  - 1919 : Galeotto, der große Kuppler (aussi scénariste)
  - 1919 : Das große Wagnis
  - 1919 : Die Hexe von Norderoog
  - 1919 : Letzte Liebe
  - 1919 : Der Peitschenhieb
  - 1919 : Taumel
  - 1919 : Tscherkessenblut
  - 1919 : Ut mine stromtid (aussi scénariste et production)
  - 1919 : Seine Beichte
  - 1919 : Blondes Gift
  - 1919 : Der Hampelmann (aussi acteur)
  - 1919 : Jugendliebe
  - 1919 : Alles verkehrt
  - 1919 : Die nach Liebe dürsten
  - 1920 : Der Schieberkönig
  - 1920 : Durch Seligkeit und Sünden
  - 1920 : Das Frauenhaus von Brescia (aussi co-scénariste)
  - 1920 : Lepain, der König der Verbrecher (aussi acteur)
  - 1920 : Maita
  - 1921 : Klub der Einäugigen (aussi scénariste )
  - 1921 : Die reine Sünderin (aussi production)
  - 1921 : Das Zimmer mit den sieben Türen (aussi production)
  - 1921 : Die Jungfrau von Kynast (aussi production)
  - 1921 : Lady Godiva
  - 1923 : Das fränkische Lied
  - 1923 : Die Sonne von St. Moritz
  - 1924 : Die sterbende Erde
  - 1925 : Zwischen zwei Frauen
  - 1925 : Götz von Berlichingen zubenannt mit der eisernen Hand (aussi scénariste )
  - 1942 : Verschwörung gegen Marco (seulement acteur)